# Jan Smeets
Jan Smeets, född 5 april 1985 i Leiden, Nederländerna, är en holländsk schackspelare och stormästare. Han blev holländsk mästare 2008. Hans rankingtal var 2657 i januari 2010.